# Tarenna monosperma
Tarenna monosperma là một loài thực vật thuộc họ Rubiaceae. Đây là loài đặc hữu của Ấn Độ.